# مدفع فجر-27
مدفع فجر-27: هو أحد أكثر المدافع البحرية تطوراً في العالم، فهو من الأسلحة الأوتوماتيكية الذكية ذات الإستخدامين  إيراني الصنع. والقادر على ضرب أهداف جوية وبحرية في الوقت نفسه، حيث يتميز بكثافة النيران بمعدل إطلاق النار 120 أطلاقة في الدقيقة الواحدة. وهو من عيار 76 مليمتر. وتُعتبَر جمهورية إيران ثالث دولة في العالم تصنع هذا المدفع المتطور بعد كلٌ من الولايات المتحدة الأمريكية وإيطاليا اللتان تمتلكان تكنولوجيا صنع مثل هذه المدافع. وقد استغرق العمل عليه من قِبَل المهندسين والخبراء الإيرانيون مدة 6 سنوات. وتم تدشين الخط الإنتاجي لمدفع فجر - 27 سنة 2006م بوزارة الدفاع الإيرانية. ويبلغ مدى المدفع 17 كيلومتر. وهو قادر على إستهداف وتدمير البوارج والزوارق السريعة وقطع البحرية التابعة للعدو إضافةً إلى الأهداف الجوية والصواريخ التي تُطلَق صوب الأهداف البحرية على إرتفاع (23 ألف قدم) فوق سطح البحر.

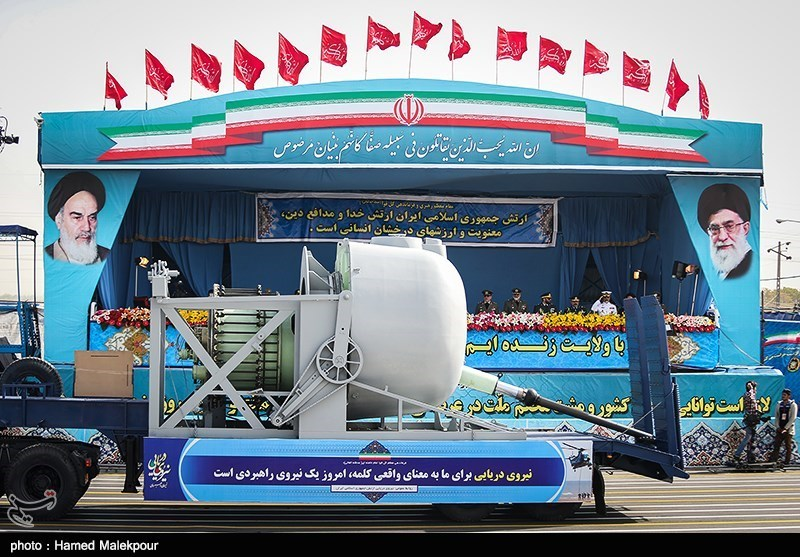
مدفع فجر 27 الإيراني

## إفتتاح خط الإنتاج
إفتتح وزير الدفاع الإيراني السابق الجنرال مصطفى محمد نجار سنة 2006م في المجمع الصناعي التابع لوزارة الدفاع الإيرانية خط إنتاج أحد أكثر المدافع البحرية تطوراً في العالم والذي أُطلِقَ عليه اسم (فجر 27).

## المواصفات
أكد بيان صادر عن وزارة الدفاع الإيرانية بأن دولتان فقط هما الولايات المتحدة وإيطاليا تمتلكان تكنولوجيا صنع المدفع الإيراني الجديد الذي يمكنه إطلاق 120 قذيفة في الدقيقة الواحدة وانه قادر على إستهداف وتدمير البوارج والزوارق السريعة وقطع البحرية التابعة للعدو إضافةً إلى الأهداف الجوية والصواريخ التي تُطلَق صوب الأهداف البحرية على إرتفاع (23 ألف قدم) فوق سطح البحر. ويبلغ مدى المدفع 17 كيلومتر. ويلقم بصورة أوتوماتيكياً ويمكن إستخدامه في الظروف المناخية المختلفة وله قدرة تدميرية كبيرة.

## عرض مدفع فجر 27 في إيران
تم عرض مدفع فجر - 27 المتطور إيراني الصنع إلى جانب عرض أكثر من 100 من الإنجازات الدفاعية في مختلف المجالات الجوية والبحرية والبرية في مراسم إستعراض القوات المسلحة الإيرانية التي جرت إلى جوار مرقد روح الله الخميني. وأفادت وكالة أنباء فارس بأنه تم في هذه المراسم عرض العشرات من نماذج الإنجازات الدفاعية التي شملت دبابات رخش وشبديز وذو الفقار وذو الجناح وناقلة الأفراد براق المزودة بالمدفعية والدبابات التي تُستَخدَم في نصب الجسور. بالإضافة إلى ذلك تم عرض مدافع بينها مدفع 105 ملم وقاذف الصواريخ 240 وراجمات القذائف 120 ومدافع 23 ملم إلى جانب عرض صواريخ زلزال وطوفان المضادة للدروع وميثاق والصواريخ البالستية قدر 1 وشهاب 1 و2 و3 والنازعات والفجر وقنابل قاصد الذكية. وشاركت في هذه المراسم عجلات السفير بمختلف أنواعها والصواريخ المضادة للدروع وراجمات الصواريخ وعجلة سفير المزودة بالأجهزة اللاسلكية التكتيكية فاتح والسيارات التي تحمل الرادار وأجهزة إزالة التلوث وأنواع سيارات الإسعاف وغرف العمليات المتجولة. كما وتم عرض بارجة جماران وقاذفة الصواريخ سينا والمدفعية البحرية المتطورة فجر 27 والمدمرات ياسين والألغام اللاصقة وغواصات السابحات 15 والغدير.

## المدمرات التي تستخدم مدفع فجر 27
مدمرة جماران-1: هي النموذج الأول من السفن القتالية التي تم تصميمها وتصنيعها على يد متخصصي القوة البحرية للجيش والعلماء الإيرانيين ضمن مشروع موج البحري، والتي تم تجهيزها بأنواع من الصواريخ المضادة للقطع البحرية سطح-جو، وأنواع من الطوربيدات والمدافع الرشاشة المتطورة وتتميز بأنظمة حديثة للحرب الإلكترونية ورادار إلكتروني. ويبلغ طول المدمرة 94 متراً وعرضها 11 متر وهي قادرة على حمل 1420 طن وتبلغ سرعتها نحو 56 كيلومتر في الساعة الواحدة كما وانها تتسع لـ 140 بحاراً وتتميز بإمكانية حمل طائرة مروحية وتزويدها بالوقود اللازم، ويبلغ نطاق عملياتها نحو 5500 كيلومتر. وقد تم تجهيزها بمدفعية أتوماتيكية بعيار 76 ملم من طراز (فجر27) تم نصبها في مقدمة المدمرة.
مدمرة جماران-2: تم تصنيع مدمرة جماران 2 التي تتمتع بقدرات دفاعية وهجومية، حيث تم تجهيزها بمختلف أنواع المدفعيات والطوربيدات والصواريخ والرادارات السطحية والجوية، فيما سيتم في المستقبل إزاحة الستار عن الجيل الجديد من هذه المدمرات (جيل 3 و4). لقد تم الإشارة إلى هذه المدمرة لحد الآن بأسماء مختلفة منها (ولايت، جماران-2، دماوند وموج-1) وان هذه المدمرة تشبه في هيكلها الخارجي «جماران-1» وتم تجهيزها برشاش يتكون من مدفع واحد عيار 76 ملم من طراز (فجر27) تم نصبه في مقدمة المدمرة ومدفع رشاش عيار 40 ملم طراز (فتح) تم نصبه في مؤخرة المدمرة. اما طول المدمرة فيبلغ حوالي 100 متر ووزنها 1300 طن. وتتميز جماران-2 بسرعتها وقدراتها العالية على المناورة.

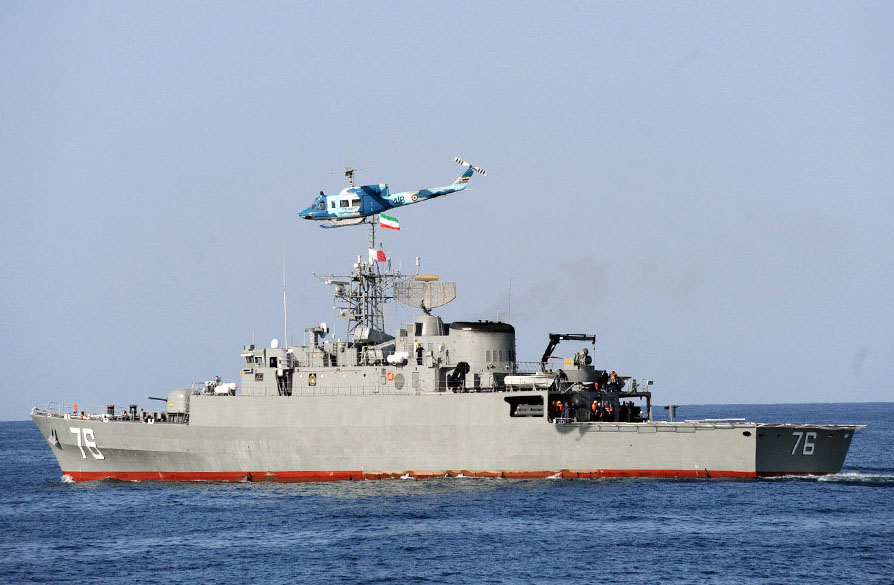
مدمرة جماران الإيرانية خلال مناورات الولاية 90، والتي تم نصب مدفع فجر 27 عليها

فرقاطة جوشن القاذفة للصوايخ: لقد تم  استخدام أحدث القتنيات الحدثية في العالم في مجال صناعة هيكلية فرقاطة جوشن وأنظمتها التسليحية ومنظوماتها الكهربائية والإلكترونية، بالإضافة إلى القوة العالية لنيران مدفعياتها وصواريخها الثقيلة. ان هذه الفرقاطة الإيرانية مجهزة بأنواع من الأسلحة الإستراتيجية مثل مدفع (فجر27) الذي يُعتبَر من الأسلحة الاوتوماتيكية الذكية ذات الإستخدامين مزود بتقنية متطورة جداً بحيث يمكنه إطلاق 120 قذيفة في الدقيقة الواحدة وانه قادر على إستهداف وتدمير البوراج والزوارق السريعة وقطع البحرية التابعة للعدو، وان الجمهورية الإسلامية في إيران هي الدولة الثالثة التي تمتلك تكنولوجيا صنع هذا المدفع الجديد، ولهذا فإن هذا المدفع يُعتبَر من أقوى المدافع البحرية في العالم. من ناحية أخرى فإن فرقاطة «جوشن» لها إمكانية هبوط مروحيتين حربيتين في وقت واحد على سطحها.
مدمرة خليج فارس: هي الإنتاج الأول لمشروع (لقمان) إذ يمكنها وبسبب إمتلاكها لميزات خاصة من ناحية الأبعاد والوزن وتنوع المهام البحرية بالإضافة إلى تصنيفها الدولي، ان تكون مدمرة من الطراز الأول دولياً. ولقد تم تصميم وتصنيع هذه المدمرة من أجل تلبية الإحتياجات التعليمية بالإضافة إلى إمتلاكها قدرات وخصائص قتالية كاملة في مجالات التصدي للتهديدات الجوية والسطحية وتحت السطحية. اما من الناحية التسليحية لمدمرة خليج فارس فإنه تم إختيار مدفع (فجر 27) الذي يتكون من مدفع واحد من عيار 76 ملم يتميز بكثافة النيران حيث يبلغ معدل إطلاق النار 120 أطلاقة في الدقيقة الواحدة، وبمدى مؤثر مقداره 7 كيلومترات، بالإضافة إلى مدفع فتح الذي يتكون من مدفع واحد أيضاً ومن عيار 40 ملم وبمدى 4 كيلومترات ومعدل إطلاق 300 أطلاقة في الدقيقة الواحدة، فضلاً عن عدد من الرشاشات الأحادية المدفع من عيار 20 ملم ورشاشة ثقيلة من عيار (12.7).
مدمرة سهند: هي المدمرة الإيرانية الأكثر تقدماً التي إنضمت إلى  أسطول القوة البحرية للجيش الإيراني، وتُعَد هذه المدمرة والتي تحمل الرقم 74 واحدة من منتجات مشروع موج للقوة البحرية للجيش وهي المنتج الثالث للمشروع بعد المدمرتين جماران ودماوند. يبلغ طول المدمرة 94 متراً وعرضها 11 متراً وتزن 1300 طناً، ولديها القدرة على الإبحار مع جميع أفراد طاقمها لمدة 150 يوماً. وفي مجال تسليح المدمرة تَستَخدِم المدمرة مدفع 76 ملم من طراز (فجر 27 ملم) يقع في صدر السفينة وأربعة صواريخ كروز مضادة للسفن في منتصف السفينة. يوجد أيضاً منظومة الدفاع النقطوية (كمند) لمواجهة صواريخ كروز الهجومية. وتشمل الأسلحة الأخرى للسفينة صاروخين دفاعيين من طراز محراب مثبتين أمام موقع قيادة المدمرة.

## ردود أفعال
إيران: أفادت وكالة مهر للأنباء أن وزير الدفاع الإيراني الجنرال مصطفى محمد نجار أوضح في هذه المراسم أن عمليات تصميم وإنتاج قنابل فجر 27 البحرية المتطورة جداً تعكس درجة الإكتفاء الذاتي ومدى الإبداع والمهارة والنبوغ لدى متخصصي وزارة الدفاع. وأضاف وزير الدفاع وإسناد القوات المسلحة الإيرانية ان إنتاج قنابل فجر 27 جاء تلبيةً لحاجة القوات البحرية الإيرانية إلى سلاح دفاعي متطور يملك قابلية تدمير الأهداف المعادية على سطح البحر والجو قائلاً «اليوم بعون الله (تبارك وتعالى) أثمرت وبنجاح تام جهود المتخصصين في (وحدة حديد الصناعية) وسائر الوحدات الصناعية في وزارة الدفاع والتي استمرت فترة  6 سنوات». وقدم العميد نجار شرحاً عن مزايا هذه القنبلة قائلاً «ان هذا السلاح مزود بتقنية متطورة جداً وبإمكانه الرد بسرعة على أي عمل عدواني على مستوى سطح الماء أو في الجو وتدميره». وأضاف وزير الدفاع ان تدشين القوات البحرية في الجمهورية الإسلامية الإيرانية لأول مدفع من طراز فجر 27 جرى خلال الزيارة التفقدية التي أجراها قائد الثورة الإسلامية آية الله علي خامنئي إلى قاعدة نوشهر البحرية.